# Gabriel Leinberg
Karl Gabriel Leinberg, född 8 februari 1830 i Åbo, död 31 oktober 1907 i Stockholm, var en finländsk urkundsutgivare samt historisk och pedagogisk skriftställare.
Leinberg blev student vid Kejserliga Alexanders Universitetet i Finland i Helsingfors 1848, filosofie kandidat och filosofie magister 1853 samt teologie kandidat 1868. År 1856 blev han föreståndare för Helsingfors privatlyceum, 1868 direktor för finskspråkiga folkskollärar- och lärarinneseminariet i Jyväskylä, fick avsked från denna plats 1895 och blev folkskolinspektör för en del av Tavastland och Nyland med Helsingfors som vistelseort. 
Leinberg utövade en omfattande verksamhet som historisk författare och urkundsutgivare, varvid han särskilt ägnade sin uppmärksamhet åt kyrkans och skolväsendets utveckling i Finland. Som läroboksförfattare är han känd genom läroböcker i biblisk historia på svenska och finska i olika omfång (för elementarläroverken, för folkskolor och för söndagsskolor), vilka utkom i många upplagor. Är 1884 erhöll han professors namn och värdighet och promoverades 1897 till filosofie hedersdoktor vid Helsingfors universitet.